# 幾何光学
幾何光学（きかこうがく）とは、光の波動性や量子性その他を無視して、光の進む線の性質のみを幾何学的に研究する光学の分野である。
光学機器の設計に重要な位置を占める。光の波長が、（光学系のサイズに比べて）極端に小さい場合の現象を取り扱う。

## 歴史
古代ギリシアにおいては視覚に関する眼の役割に対し能動的な見方と受動的な見方とが対立していた。 眼が受容器官に過ぎないとする見方は原子論者によって唱えられていたが、エンペドクレスやその後のプラトンは眼球から放射が出ているとする能動的な見方を主張した。 この能動的な見方では、眼は穏やかな炎を持ち、そこから放たれた放射と外部の日光が接触することで視覚が得られるのだとする。 エウクレイデス（ユークリッド）やプトレマイオスはこの眼の能動的な見方に基づいて、視線が直進と反射、屈折を行うとした幾何光学を作り出した。
こうした幾何光学を大きく発展させたのは、古代ギリシアの思想を受け継いだアラビアにおいてであった。 10世紀のイブン・アル＝ハイサム（アルハゼン）は『光学』を著し、徹底的な実験的検証によって光と眼の役割を明らかにした。 例えば、光が直進することを明らかにするために、壁に注意深く計測したいくつもの穴を穿ち、反射してきた光や朝の赤い光などさまざまな光で検証を行った。 また眼の解剖によって視覚像は外部の対象から発せられる光線によるものとし、レンズの特性も詳細に研究することによって、エウクレイデスの幾何学を正しく反転させて、反射や屈折の幾何学を明確にした。 また現在でいうカメラ・オブスクーラの原理を用いて、日食の像を小さな穴を介して投影してみせた。
こうしたアル＝ハイサムの業績は、その後のヨーロッパでの光学の発展に大きな影響を与えた。 最も早期には13世紀ポーランドのヴィテロが典拠に触れることなくアル＝ハイサムの議論を紹介している。 同じころロジャー・ベーコンもその著作でこのアル＝ハイサムの『光学』の成果を繰り返したが、それは能動的な眼の見方と受動的な見方が混在したものであった。 ヨーロッパで『光学』の完全な翻訳が出版されたのは16世紀になってからである。

## 関連する原理・数式
幾何光学の三法則（直進、反射、屈折）は、「光は最短時間で進むことができる軌道をとる」という、フェルマーの原理に集約される。
後に、
- 光を波動として考える波動光学
- 粒子と波動の二重性をもつ量子光学

と発展していく。幾何光学と波動光学を併せて古典光学と呼び、量子光学と区別する。
幾何光学の完成は、波動光学の創始より遅れて、ハミルトンのアイコナール方程式を待たねばならない。
幾何光学は、光の波長が十分短い場合の極限として表すことができる。このとき等位相面が波面であり、等位相面の法線をつないだものが光線である。

## 数学方法
波長ゼロの極限を取ることによって幾何光学の方程式を求める方法は、1911年にアルノルト・ゾンマーフェルトとJ.ルンゲによって初めて記述された。 {\displaystyle \psi }は電場または磁場の成分であり、波動方程式を満たす：
{\displaystyle \nabla ^{2}\phi +k_{o}^{2}n(\mathbf {r} )^{2}\phi =0}
ここで、{\displaystyle c}は真空中の光速であり、{\displaystyle k_{o}=\omega /c=2\pi /\lambda _{o}} である。ここで、{\displaystyle n}は媒質の屈折率である。